# Mirasierra
Mirasierra es un barrio de Madrid, perteneciente al distrito de Fuencarral-El Pardo, situado al norte de la ciudad y delimitando el final de la misma en esa dirección.

## Localización
Mirasierra está localizada en la zona norte de Madrid, limitada de la siguiente forma:
- Por el oeste, C/ Costa Brava es la calle limítrofe.
- Por el sur, Mirasierra queda delimitada por la avenida Ventisquero de la Condesa.
- Por el este, por Cardenal Herrera Oria y la carretera de Colmenar lo separa del pueblo de Fuencarral.
- Por el norte, está limitada por las vías del tren.

## Historia
Mirasierra fue fundada con el nombre de Colonia Mirasierra en 1950, con el objetivo de construir un barrio residencial que combinase la presencia de la naturaleza con la cercanía a la ciudad. Su nombre se deriva del paisaje montañoso que se puede disfrutar desde las zonas altas del barrio. Entre 1950 y 1960, se construyeron los primeros chalés de lujo destinados a ser habitados por cónsules y diplomáticos de diversas nacionalidades. Más tarde en la zona de Saceral, se construyeron los complejos de viviendas de los trabajadores de Telefónica, conocidos como VPO, en los alrededores de la Colonia. José Banús empleó desde 1954 más de 2.000 presos hasta 1970 fecha de salida del último destacamento que trabajó en la construcción de Mirasierra.(Hernández de Miguel "Los campos de concentración de Franco") (Real academia de la historia, "Biografías)
En 1980 se realizaron un gran número de construcciones de edificios de lujo, también en la zona de Saceral que rodearon las VPO y la Colonia. Hasta 1990 el barrio se constituyó de la Colonia Mirasierra y de la zona de Saceral, y por eso, sus habitantes consideran que Mirasierra está formada por el conjunto de construcciones realizadas hasta ese año y pertenecientes a esas zonas. 
Ya a mediados de 1990, se construyó la zona de Arroyo del Fresno, que, en parte y oficialmente forma parte de Mirasierra, pero que por lo mencionado anteriormente no es reconocido por todos sus habitantes como parte de la misma. Del mismo modo, recientemente se ha incorporado el nuevo PAU de Arroyo del Fresno, aunque todavía se encuentra parcialmente en fase de urbanización. 
Actualmente el barrio se ha desarrollado hasta sus límites naturales, la carretera de Colmenar al Este, la conocida como carretera de "La Playa" al Sur, y la vía del tren al norte, formando un gran triángulo. A los chalets y las viviendas "de la telefónica" se incorporaron grandes urbanizaciones de lujo ocupadas por parejas jóvenes de clase media-alta.

## Estructura
El barrio se estructura en torno a la calle Ventisquero de la Condesa, quedando al oeste Arroyo del Fresno, con edificios de viviendas recientes, el centro de Salud y cultural; y al este la colonia de Mirasierra, con las calles principales Costa Brava y La Masó donde predominan los edificios de viviendas con jardines y piscinas y los chalés.

## Establecimientos

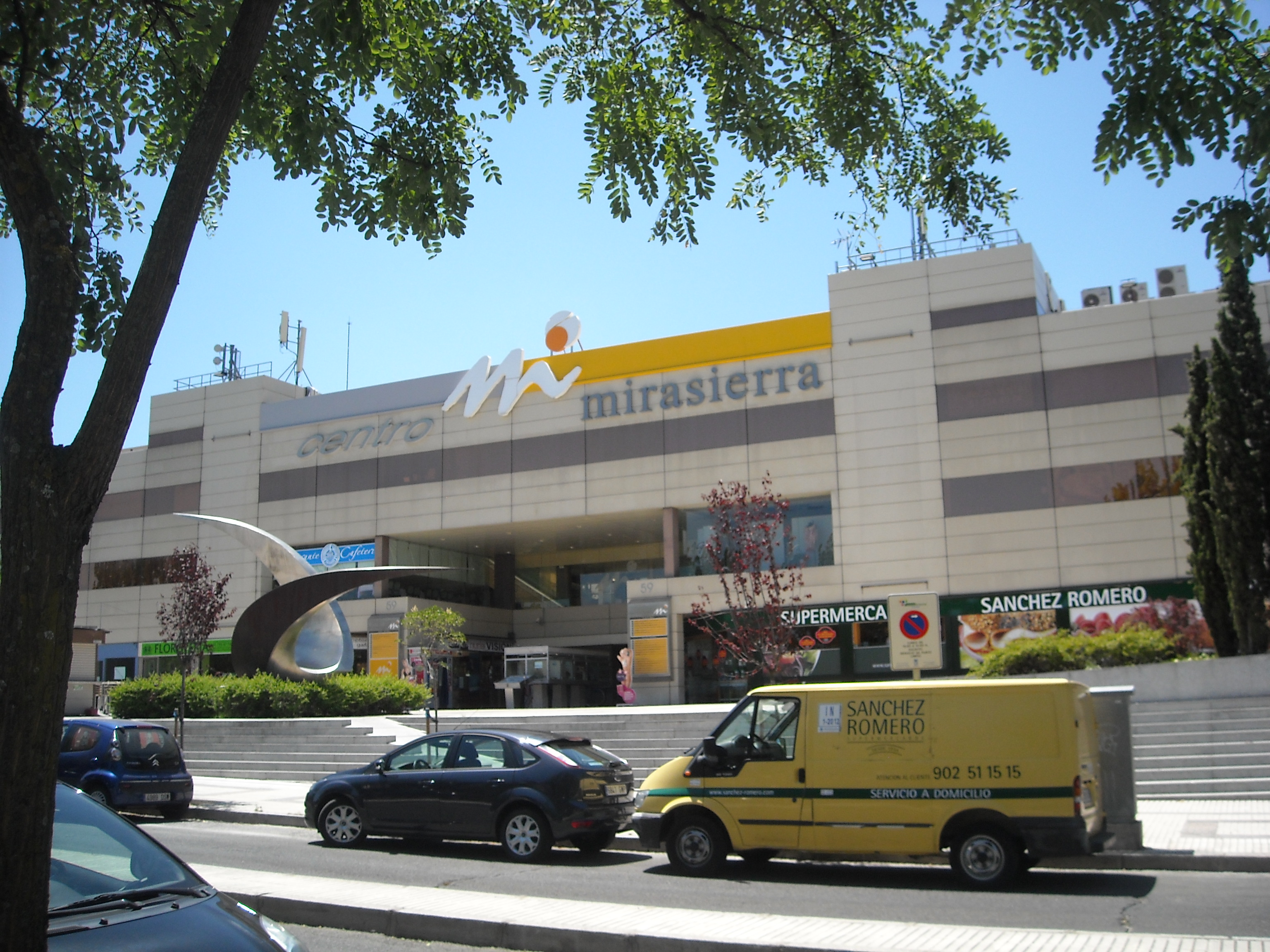
Centro Comercial Mirasierra.

Mirasierra cuenta con una gran variedad de establecimientos para satisfacer las necesidades de sus habitantes.  

### Establecimientos educativos
Debido a la llegada de parejas jóvenes al barrio, ha habido un gran incremento de la población de niños y adolescentes en el barrio, por eso se construyeron varias escuelas e institutos .
El barrio cuenta con un colegio y un instituto público (el CP Mirasierra y el IES Mirasierra), cuatro colegios concertados (Virgen de Mirasierra, Mirasol, La Salle Sagrado Corazón y Santa Joaquina de Vedruna), y dos privados (Colegio de Fomento El Prado y Colegio de Fomento Montealto, para chicos y chicas respectivamente). 
Además, un centro de fisioterapia de la ONCE (adscrito a la Universidad Autónoma), la Universidad Villanueva, y el Colegio Mayor Santillana proporcionan instalaciones para la formación universitaria.
También cuenta con numerosas academias de inglés y de refuerzo curricular.

### Establecimientos ciudadanos
El barrio no cuenta con muchos equipamientos públicos y sociales, pero destacan el centro de la ONCE, el polideportivo municipal La Masó y la residencia de mayores, entre otros. En enero de 2025, se ha inaugurado un centro municipal de mayores en la calle Marbella esquina a Peña Santa.

### Establecimientos comerciales
No son muy abundantes y suelen ser de pequeño tamaño. Destacan tres: El Centro Comercial Mirasierra (con un supermercado Sánchez Romero), los antiguos cines de la calle Nuria y la galería "La Comercial", también en la calle Nuria. También existen pequeños pasajes comerciales con supermercados, bares, restaurantes y tiendas extendidos por el barrio. En la calle Costa Brava se ha construido un nuevo centro comercial, con dos supermercados, un gimnasio, una pastelería, un veterinario, y una clínica privada.

### Centros de salud y hospitales
Mirasierra cuenta con una gran cantidad de Hospitales y con un centro de Salud público (el Centro de Salud Mirasierra), destinados a todas las edades. Son destacables el Hospital Ruber Internacional (donde nacieron la princesa de Asturias Leonor y Sofía, infanta de España), la Clínica Cemtro (donde falleció Adolfo Suárez, Jesús Gil, y que es regularmente frecuentada por los jugadores del Real Madrid), entre otros.

### Centros religiosos
El barrio cuenta con tres parroquias de la Iglesia Católica: la parroquia de Nuestra Señora de las Nieves (calle Nuria), la parroquia de San Juan de Mirasierra (calle Moralzarzal) y la parroquia de Santa Teresa Benedicta de la Cruz, Edith Stein (calle de la Senda del Infante)

### Centros deportivos
Mirasierra cuenta con un gran número de centros deportivos, destacando el polideportivo "La Masó" con piscina climatizada. Además existen canchas deportivas públicas distribuidas por el barrio que cuentan con pistas de baloncesto y fútbol, entre otras. 
El barrio se encuentra cerca de la ciudad de la Raqueta, La Real Federación Española de Golf, el centro deportivo municipal Santa Ana, centro deportivo GO fit, entre otros.
Además, por las zonas limítrofes de Mirasierra (glorieta de la Pradera del Saceral y final de Costa Brava), transcurre el Anillo Verde Ciclista.

## Parques y jardines
Mirasierra es un barrio que presenta una elevada proporción de espacios verdes. Se destacan especialmente los parques públicos ubicados entre las calles Nuria y La Masó.

## Transportes
Durante mucho tiempo, el barrio de Mirasierra ha tenido importantes carencias en lo referente a transporte público y conexiones con vías importantes. En la década de 2000, las conexiones viarias mejoraron mucho con la sencilla conexión con la M-30 y la M-40 desde ambos extremos de la calle del Ventisquero de la Condesa. 
Actualmente el barrio se encuentra bien comunicado con el resto de la ciudad, puesto que posee numerosas paradas de autobús y dos estaciones de Metro. 

### Cercanías Madrid
En el PAU de Arroyo del Fresno se encuentra la estación de Pitis (C-7 y C-8). La estación Ramón y Cajal (C-7 y C-8), situada en el barrio de Valverde), también está muy cerca del límite del barrio. La nueva estación de Cercanías Mirasierra-Paco de Lucía, con parada entre las antes mencionadas estaciones de Ramón y Cajal (al este) y Pitis (al oeste), entró en funcionamiento en febrero de 2018.

### Metro de Madrid
En las afueras del barrio le dan servicio las líneas 7 y 9:
- La línea 7 recorre el barrio de Arroyo del Fresno con paradas en Lacoma, Arroyofresno y Pitis.[1]
- La línea 9 presta servicio en la calle limítrofe del barrio (Av. Ventisquero de la Condesa) con la estación Mirasierra y Paco de Lucía situada en la calle Costa Brava

### Autobuses

#### Líneas urbanas
Dentro de la red de la Empresa Municipal de Transportes de Madrid, las siguientes líneas prestan servicio a Mirasierra:
| Línea | Terminales                       |
| ----- | -------------------------------- |
| 49    | Plaza de Castilla – Pitis        |
| 133   | Callao – Mirasierra              |
| 134   | Plaza de Castilla – Montecarmelo |
| 170   | Arroyo del Fresno - Sanchinarro  |
| 178   | Plaza de Castilla – Montecarmelo |
| N23   | Cibeles – Montecarmelo           |